# Rockets de Toledo
Les Rockets de Toledo (en anglais : Toledo Rockets) sont un club omnisports universitaire de l'Université de Toledo située à Toledo dans l'État de l'Ohio aux États-Unis.
Ses 14 programmes sportifs participent aux compétitions universitaires organisées par la National Collegiate Athletic Associationen tant que membres de la conférence Mid-American (MAC).

## Sports représentés
| Hommes (6)                                  | Femmes (8)        |
| ------------------------------------------- | ----------------- |
| Baseball                                    | Athlétisme †      |
| Basketball                                  | Basketball        |
| Cross country                               | Cross country     |
| Football américain                          | Football (soccer) |
| Golf                                        | Golf              |
|                                             | Softball          |
| Tennis                                      | Tennis            |
|                                             | Volley-ball       |
| † – Athlétisme en salle et/ou en plein air. |                   |

## Football américain
(Dernière mise à jour, le 31 décembre 2023)

### Affiliation aux conférences
Les Rockets ont été affiliés à diverses conférences depuis leur création :
- Indépendants (1917–1920) ;
- Northwest Ohio League (en) (1921–1930) ;
- Ohio Athletic Conference (en) (1932–1947) ;
- Indépendants (1948–1951) ;
- Mid-American Conference (depuis 1952).

### Palmarès
Les Rockets ont remporté :
- 11 bowls universitaires sur le 21 disputés (52,4 %) ;
- 15 titres de conférence : 3 dans la Northwest Ohio League (en) et 12 dans la Mid-American Conference ;
- 12 titres de la division West de la MAC.

### Rivalité
- Falcons de Bowling Green

### Numéros retirés
Les maillots de quatre joueurs de Toledo ont été retirés par l'université :
| N° | Joueur            | Poste | Carrière  |
| -- | ----------------- | ----- | --------- |
| 16 | Chuck Ealey (en)  | QB    | 1969–1971 |
| 18 | Gene Swick (en)   | QB    | 1972–1975 |
| 82 | Mel Triplett (en) | RB    | 1951–1954 |
| 77 | Mel Long (en)     | DT    | 1969–1971 |

### Stades
- Scott High School Waite Bowl Armory Park (en) (1918—1922) ;
- University Stadium (Scott Park) (1923—1931) ;
- St. John Field (1932—1933) ;
- Swayne Field (en) (1934—1935, 1942) ;
- Libbey High School (1936) ;
- Glass Bowl (en) (depuis 1937).